# Interval (matematika)
V matematice se jako interval označuje množina reálných čísel, které leží mezi dvěma určenými čísly, která se označují jako meze intervalu. Rozdíl mezi mezemi se označuje jako délka, šířka, rozměr nebo velikost intervalu. Např. interval {\displaystyle (10;15)} popisuje množinu reálných čísel mezi 10 a 15, bez těchto čísel. Interval {\displaystyle \langle 10;15\rangle } pak označuje množinu reálných čísel mezi 10 a 15, včetně těchto čísel. Délka obou těchto intervalů je 5.
Jako oddělovač mezí u explicitně zadaných intervalů používáme přednostně „;“, protože při oddělovači „,“ může dojít k záměně s desetinnou čárkou v číslech vyjadřující meze.
Obecně je v abstraktní matematice interval definován jako podmnožina {\displaystyle S} nějaké lineárně uspořádané množiny {\displaystyle T}, pro kterou platí, že kdykoli {\displaystyle x,y\in S} a {\displaystyle x<z<y}, pak {\displaystyle z\in S}. Výše uvedená definice je speciálním případem s množinou reálných čísel {\displaystyle T=\mathbb {R} }.

## Vlastnosti
Reálné intervaly jsou důležité, protože představují číselný protějšek konvexních podmnožin přímky - úseček, polopřímek (případně bez jednoho nebo obou koncových bodů), celé přímky a prázdné množiny.
Průnik libovolné množiny intervalů je tedy opět interval. Průnik libovolné množiny uzavřených intervalů je uzavřený interval. Průnik konečného počtu otevřených intervalů je otevřený interval. Sjednocení souboru intervalů je zase interval, pouze pokud každý interval obsahuje společný bod s nějakým jiným intervalem souboru.

## Typy intervalů

Typy intervalů

Intervaly reálných čísel mohou mít jeden z následujících tvarů ({\displaystyle a<b} jsou reálná čísla):
| 1.  | {\displaystyle (a,b)}                                                                                               | {\displaystyle =}                                                                                                   | {\displaystyle \{x\in \mathbb {R} ,a<x<b\}}                                                                         | {\displaystyle {\phantom {aaaaaaaaaaaaaaaaa}}}                                                                      |
| 2.  | {\displaystyle \langle a,b\rangle }                                                                                 | {\displaystyle =}                                                                                                   | {\displaystyle \{x\in \mathbb {R} ,a\leq x\leq b\}}                                                                 | |
| 3.  | {\displaystyle \langle a,b)}                                                                                        | {\displaystyle =}                                                                                                   | {\displaystyle \{x\in \mathbb {R} ,a\leq x<b\}}                                                                     | |
| 4.  | {\displaystyle (a,b\rangle }                                                                                        | {\displaystyle =}                                                                                                   | {\displaystyle \{x\in \mathbb {R} ,a<x\leq b\}}                                                                     | |
| 5.  | {\displaystyle (a,\infty )}                                                                                         | {\displaystyle =}                                                                                                   | {\displaystyle \{x\in \mathbb {R} ,a<x\}}                                                                           | |
| 6.  | {\displaystyle \langle a,\infty )}                                                                                  | {\displaystyle =}                                                                                                   | {\displaystyle \{x\in \mathbb {R} ,a\leq x\}}                                                                       | |
| 7.  | {\displaystyle (-\infty ,b)}                                                                                        | {\displaystyle =}                                                                                                   | {\displaystyle \{x\in \mathbb {R} ,x<b\}}                                                                           | |
| 8.  | {\displaystyle (-\infty ,b\rangle }                                                                                 | {\displaystyle =}                                                                                                   | {\displaystyle \{x\in \mathbb {R} ,x\leq b\}}                                                                       | |
| 9.  | {\displaystyle (-\infty ,\infty )}                                                                                  | {\displaystyle =}                                                                                                   | {\displaystyle \mathbb {R} }                                                                                        | |
| 10. | {\displaystyle \langle a,a\rangle }                                                                                 | {\displaystyle =}                                                                                                   | {\displaystyle \{a\}}                                                                                               | |
| 11. | prázdná množina {\displaystyle \emptyset } v případě {\displaystyle (a,a)}, popř. když je levá mez vyšší než pravá. | prázdná množina {\displaystyle \emptyset } v případě {\displaystyle (a,a)}, popř. když je levá mez vyšší než pravá. | prázdná množina {\displaystyle \emptyset } v případě {\displaystyle (a,a)}, popř. když je levá mez vyšší než pravá. | prázdná množina {\displaystyle \emptyset } v případě {\displaystyle (a,a)}, popř. když je levá mez vyšší než pravá. |
Intervaly 1, 5, 7, 9 a 11 se označují jako otevřené intervaly (protože jsou to otevřené množiny), intervaly 2, 6, 8, 9, 10 a 11 jsou uzavřené intervaly (protože jsou to uzavřené množiny). Intervaly 3 a 4 se někdy označují jako polootevřené či polouzavřené nebo též zleva/zprava otevřené/uzavřené.

## Intervalová aritmetika
Intervalovou aritmetiku představil v roce 1956 M. Warmus. Tato aritmetika definuje operace nad intervaly tak, že
{\displaystyle A\oplus B=\{x\mid \exists y\in A\;\exists z\in B\colon x=y\oplus z\}}
Pro běžné operace to znamená:
- {\displaystyle (a,b)+(c,d)=(a+c,b+d)}
- {\displaystyle (a,b)-(c,d)=(a-d,b-c)}
- {\displaystyle (a,b)\cdot (c,d)=(\min\{ac,ad,bc,bd\},\;\max\{ac,ad,bc,bd\})}
- {\displaystyle (a,b):(c,d)=(\min\{a:c,a:d,b:c,b:d\},\;\max\{a:c,a:d,b:c,b:d\})}

Dělení intervalem, který obsahuje nulu, není definováno. Sčítání a násobení jsou komutativní, asociativní a poddistributivní (množina {\displaystyle X(Y+Z)} je podmnožinou {\displaystyle XY+XZ}).

## Alternativní značení
V zahraničí je místo kulatých a lomených závorek často používána kombinace kulatých a hranatých (anglicky psaná literatura), nebo hranatých a převrácených hranatých závorek (francouzská lit.). Jejich použití je popsáno v normě ISO 31-11.
Příklad:
| Český zápis                         | Anglický zápis        | Francouzský zápis     | Typ intervalu                            |
| ----------------------------------- | --------------------- | --------------------- | ---------------------------------------- |
| {\displaystyle \langle a,b\rangle } | {\displaystyle [a,b]} | {\displaystyle [a,b]} | uzavřený interval                        |
| {\displaystyle \langle a,b)}        | {\displaystyle [a,b)} | {\displaystyle [a,b[} | zleva uzavřený, zprava otevřený interval |
| {\displaystyle (a,b\rangle }        | {\displaystyle (a,b]} | {\displaystyle ]a,b]} | zleva otevřený, zprava uzavřený interval |
| {\displaystyle (a,b)}               | {\displaystyle (a,b)} | {\displaystyle ]a,b[} | otevřený interval                        |